# ゴーダチーズ

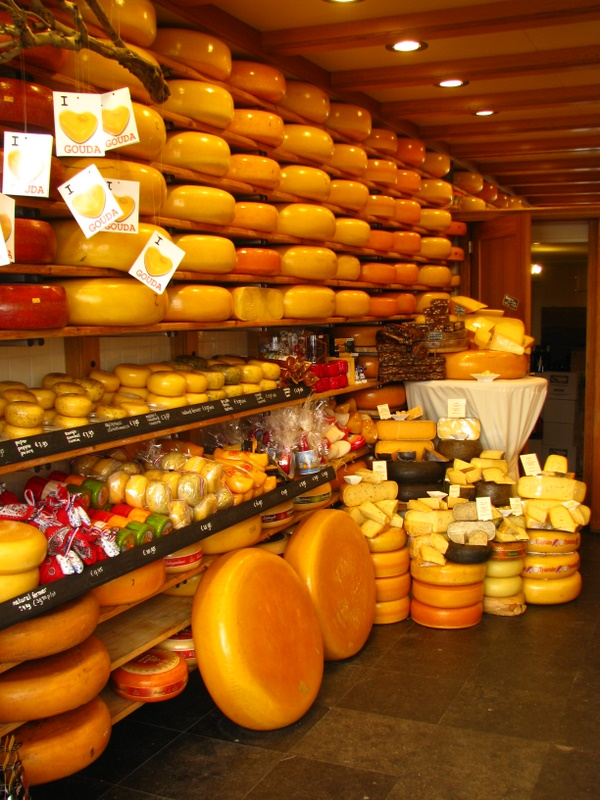
ゴーダチーズの販売風景

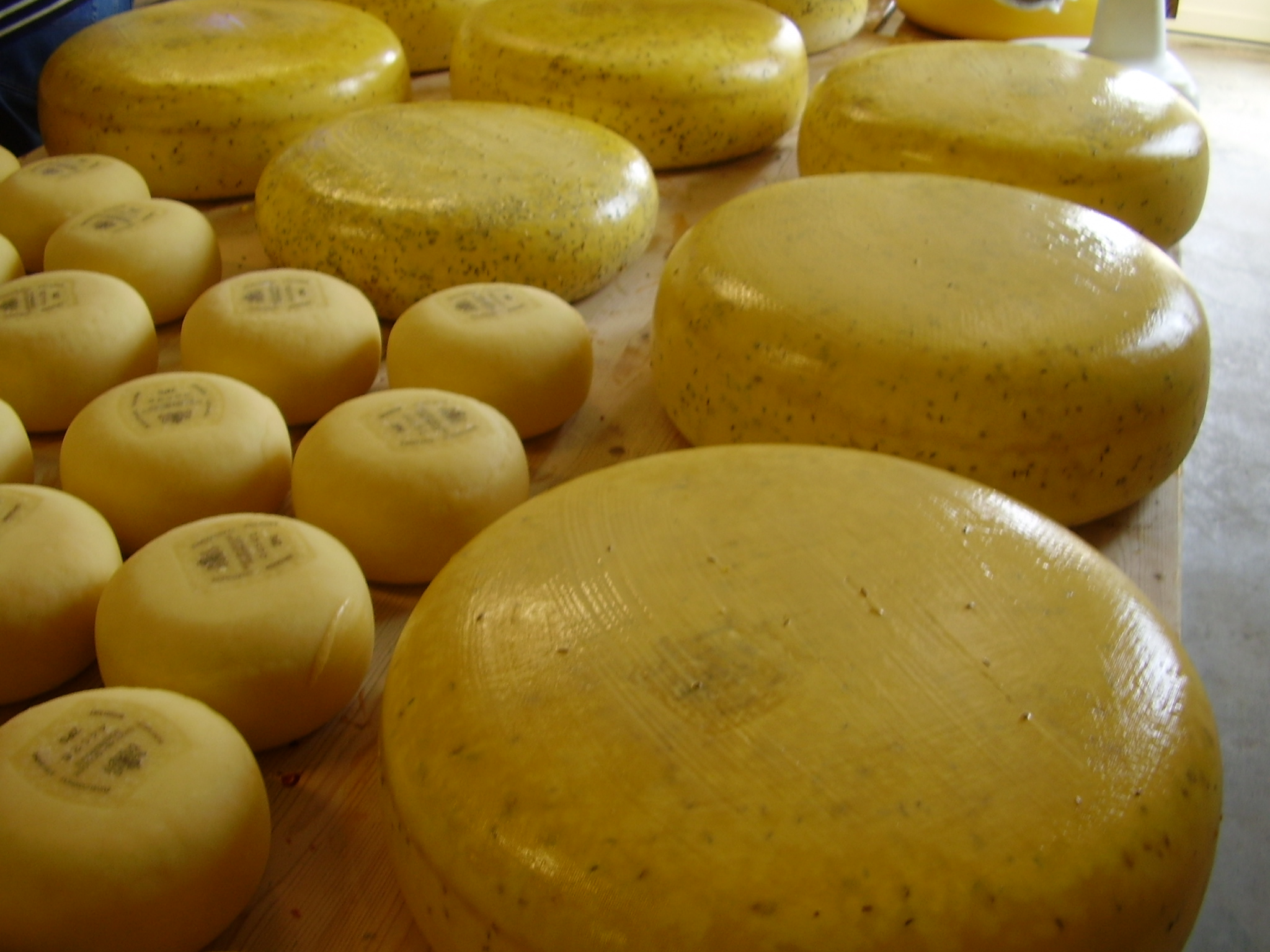
ゴーダとベビーゴーダ

ゴーダチーズ（英語: Gouda [ˈɡaʊdə] ( 音声ファイル), [ˈɡuːdə] ( 音声ファイル)、オランダ語: Goudse kaas [ˈɣʌu̯dsə kaːs]）は、オランダを代表するチーズ。穏やかでクセのないマイルドな味わいとまろやかな香りをもつ。熟成が進むとうまみが凝縮され濃厚な味わいと芳醇なコクと風味になる。オランダでのチーズ生産量の60 %を占める。ロッテルダム近郊の町、ゴーダで作られたことからこの名前がついた。正確な起源は不明だが12世紀頃にまで溯るとされることが多い。

## 概説
外見は黄色がかった茶色い円盤型で、正式なサイズが直径35 cm×高さ11 cm・重さ約12 kgと決められており、それより小さなものを総称して「ベビーゴーダ」と呼んでいる。中は白から黄色。熟成と共に色が変化する。熟成されたゴーダの中には表面が黒いものもある。エダムチーズと並ぶオランダの代表的なチーズ。
クミンシードやニンニクなどを用いて香りをつけたものもある。
主な材料は牛乳とレンネット（凝乳酵素）。
チーズの種類としてはセミハードに分類される。味はマイルドで日本では比較的広く親しまれている。
オランダでは土産物として空港などで売られている他、食料品店、チーズ販売店などでもほぼ置いている。チーズ店などでは特に包装をしていないものを常温で積み上げている場合もある（右図）。これは表面をロウでコーティングしてあり、ナイフを入れない限り熟成が急激に進む心配がないため。他に、フィルムにくるんだものや、真空パックのように包装したものもある。
日本では、チェダーチーズと並んでプロセスチーズの主要な原料として用いられているとされる。また、ゴーダチーズを原料としたスライスチーズが明治から販売されている。